# Yōrō Tetsudō
Die Yōrō Tetsudō (jap. 養老鉄道株式会社 Yōrō Tetsudō kabushiki-gaisha) ist eine japanische Bahngesellschaft mit Sitz in Ōgaki in der Präfektur Gifu. Innerhalb der Kintetsu Group Holdings ist sie eine Tochtergesellschaft von Kintetsu und betreibt in deren Auftrag die Yōrō-Linie, die Kuwana mit Ōgaki und Ibigawa verbindet. Sie ist nicht identisch mit der von 1911 bis 1922 bestehenden Yōrō Tetsudō, der ersten Betreiberin dieser Bahnstrecke.

## Unternehmen
Von ihrer Gründung am 1. Oktober 2007 bis zum 31. Dezember 2017 war die Yōrō Tetsudō als konsolidierte Gesellschaft der Kintetsu Group Holdings für den Bahnbetrieb auf der Yōrō-Linie zuständig, während die Kintetsu Eigentümerin der Strecke und der eingesetzten Fahrzeuge war. Das Unternehmen erzielte jedoch stets Verluste und es herrschte der Eindruck vor, dass sich das Geschäftsumfeld in Zukunft zunehmend verschlechtern werde. Nach Verhandlungen zwischen der Kintetsu und den sieben Gemeinden entlang der Strecke über den Betrieb der Yōrō-Linie fiel im März 2016 der Beschluss zur Gründung der Yoro Line Management Organization, um eine Trennung von Infrastruktur und Management herbeizuführen.
Die neue Managementgesellschaft nahm ihre Tätigkeit am 1. Januar 2018 auf. Während die Yōrō Tetsudō weiterhin für den Bahnbetrieb zuständig blieb, übertrug die Kintetsu die Gleise und sonstigen Bahnanlagen kostenlos an die Yoro Line Management Organization, die sie ihrerseits gratis der Yōrō Tetsudō zur Verfügung stellt. Die Managementgesellschaft ist somit in erster Linie für die Instandhaltung und die Wartung von Anlagen und Fahrzeugen zuständig, wofür sie von den Anliegergemeinden Subventionen erhält. Deren Höhe wird vertraglich festgelegt. Falls die Subventionen nicht für die Deckung der Ausgaben ausreichend sind, übernimmt die Kintetsu den darüber liegenden Betrag.